# Chiesa dell'Arciconfraternita della Santissima Resurrezione
La chiesa dell'Arciconfraternita della Santissima Resurrezione è una chiesa monumentale di Napoli, ubicata in via Chiaia, a pochi metri dalla chiesa di Sant'Orsola a Chiaia.
La chiesa, di fondazione ignota, risulta essere appartenuta nel XVI secolo ai Padri della Missione, un gruppo religioso che si era stanziato proprio in questa zona e che aveva, come propria sede principale, la già citata chiesa di Sant'Orsola. Essi, ricordiamo che si stanziarono anche in altri monasteri cittadini, come ad esempio in quello di Sant'Antonio ai Monti. L'edificio di culto in oggetto, fu poi rimaneggiato nella seconda metà del XVIII secolo.
Secondo le fonti, la confraternita della Resurrezione eseguiva ogni anno una processione pasquale al Palazzo Reale, un'abitudine religiosa che si è andata poi perdendo nel corso del tempo.
La struttura è di piccole dimensioni, tipica di molti edifici congregazionali. Presenta una facciata molto modesta, con un portale di pietra lavica modanato e un arco ribassato; ai lati vi sono coppie di paraste ioniche sovrapposte, con basi e capitelli in marmo, che sorreggono una trabeazione triangolare. Più su si apre una finestra termale in stucco chiusa da una rosta metallica. A lato, sulla destra, c'è una piccola porta che conduceva ad altri locali.